# Hành chính Việt Nam thời Ngô
Hành chính Việt Nam thời Ngô phản ánh bộ máy chính quyền từ trung ương tới địa phương của Việt Nam dưới thời nhà Ngô trong lịch sử Việt Nam.

## Chính quyền trung ương
Thời Ngô, các vua xưng vương nhưng chưa có quốc hiệu, vẫn gọi theo tên thời thuộc Đường là Tĩnh Hải quân.
Sử sách ghi chép rất ít về bộ máy chính quyền do Ngô Quyền thiết lập trong lãnh thổ mà ông cai trị, được các sử gia nhìn nhận là bộ máy còn giản đơn, hoạt động chưa được thể chế hóa, việc lựa chọn quan lại chưa có chế độ rõ rằng, pháp luật chưa thành văn. Lê Văn Siêu cho rằng chính quyền nhà Ngô cơ bản như một họ tù trưởng lớn nắm giữ. Nguyễn Khắc Thuần cũng cho rằng do khả năng quản lý của chính quyền trung ương chưa cao nên sau khi Ngô Quyền mất, loạn lạc nổ ra.
Sử gia Ngô Sĩ Liên ghi chép trong Đại Việt sử ký toàn thư về việc tổ chức chính quyền của ông như sau:
Tiền Ngô [Vương] nổi lên không chỉ có công chiến thắng mà thôi, việc đặt trăm quan, chế định triều nghi phẩm phục, có thể thấy được quy mô của bậc đế vương.
Kinh đô nhà Ngô đóng tại Cổ Loa – kinh thành của nước Âu Lạc thời An Dương Vương. Lý giải cho việc Ngô Quyền không chọn Đại La sầm uất và có truyền thống nhiều thế kỷ là trung tâm chính trị trước đó, các sử gia cho rằng có 2 nguyên nhân: tâm lý tự tôn dân tộc và ý thức bảo vệ độc lập chủ quyền của đất nước từ kinh nghiệm cũ để lại:
1. Sự kế tục truyền thống cũ của người Việt, quay về với kinh đô cũ của An Dương Vương, biểu hiện ý chí đoạn tuyệt với Đại La do phương Bắc khai lập.
2. Đại La trong nhiều năm là trung tâm cai trị của các triều đình Trung Quốc, là trung tâm thương mại sầm uất nhiều đời chủ yếu của các thương nhân người Hoa nắm giữ. Đại La do đó là nơi tụ tập nhiều người phương Bắc, từ các quan lại cai trị nhiều đời, các nhân sĩ từ phương Bắc sang tránh loạn và các thương nhân. Đây là đô thị mang nhiều dấu vết cả về tự nhiên và xã hội của phương Bắc, và thế lực của họ ở Đại La không phải nhỏ. Do đó lực lượng này dễ thực hiện việc tiếp tay làm nội ứng khi quân phương Bắc trở lại, điển hình là việc Khúc Thừa Mỹ bị Nam Hán đánh bại bắt về Phiên Ngung. Rút kinh nghiệm từ thất bại của Khúc Thừa Mỹ, Ngô Quyền không chọn Đại La.

## Chính quyền địa phương
Tuy đại thắng quân Nam Hán ở trận Bạch Đằng nhưng lãnh thổ mà nhà Ngô quản lý chỉ còn 8 châu (so với 12 châu đầuthời Tự chủ) là:
1. Giao châu tương đương với vùng phía nam sông Hồng và sông Đuống, thuộc Hà Nội, Bắc Ninh, một phần Hưng Yên
2. Lục châu tương đương gồm một phần phía nam Khâm châu (Quảng Tây, Trung Quốc) và dải đất dọc biển của tỉnh Quảng Ninh hiện nay. Miền núi tỉnh Quảng Ninh vẫn là các châu ki mi (ràng buộc lỏng lẻo)
3. Phong châu: được xác định vị trí ở ngã ba Bạch Hạc, phần dưới thung lũng sông Chảy, sông Thao và sông Đà.
4. Trường châu được xác định vị trí tương đương miền Nho Quan, Yên Khánh tỉnh Ninh Bình.
5. Ái châu tương đương tỉnh Thanh Hóa
6. Diễn châu tương đương miền bắc Nghệ An gồm các huyện Diễn Châu, Yên Thành, Quỳnh Lưu, Nghĩa Đàn, Quỳ Châu
7. Hoan châu tương đương các huyện phía nam Nghệ An và một phần tỉnh Hà Tĩnh
8. Phúc Lộc châu được xác định vị trí tại phía nam Hà Tĩnh và Quy Hợp, Ngọc Ma phía bắc Hoành Sơn

Bốn châu: Thang, Chi, Vũ Nga và Vũ An thuộc về nước Nam Hán. Việc thu hẹp lãnh thổ phía bắc này không được sử sách ghi chép rõ. Theo Đào Duy Anh trong Đất nước Việt Nam qua các đời: 4 châu này bị Nam Hán chiếm, nhưng không rõ vào thời điểm nào. Theo Nguyễn Khắc Thuần trong Thế thứ các triều vua Việt Nam, không rõ căn cứ theo tài liệu nào: sau trận Bạch Đằng, Ngô Quyền bàn giao 4 châu này cho Nam Hán "để tiện việc phòng thủ".
Nhà Ngô vẫn phỏng theo bộ máy của chính quyền Trung Hoa trước đây. Những người đứng đầu các châu là thứ sử. Các đơn vị bên dưới kế thừa từ thời Tự chủ: gồm có giáp, xã. Đứng đầu giáp là Quản giáp và Phó tư giáp, đứng đầu xã là 2 người lệnh trưởng, chính và tá.
Đối với các châu ki mi ở phía tây bắc, Đào Duy Anh cho rằng thời nhà Ngô cai trị vẫn chưa đủ thực lực để có thể kiểm soát được khu vực này.